# A dos voces
A dos voces es un programa televisivo argentino sobre debates políticos, emitido en la señal de cable Todo Noticias, transmitido los miércoles a las 23:00 y conducido por Marcelo Bonelli y Edgardo Alfano. También fueron conductores del programa Gustavo Sylvestre (1996-2011) y Luis Majul (1993-1995).
El programa fue varias veces premiado como mejor producción integral y como mejor programa periodístico, tanto en los Premios Martín Fierro de cable como en otros premios. En los Martín Fierro de 2011, por su parte, el programa ganó un reconocimiento especial por sus quince años.

## Conductores
| Conductor         | Periodo         |
| ----------------- | --------------- |
| Marcelo Bonelli   | 1993 - presente |
| Edgardo Alfano    | 2011 - presente |
| Luis Majul        | 1993 - 1995     |
| Gustavo Sylvestre | 1996 - 2011     |

## Debates
Uno de los temas a los que prestó atención A dos voces fue el de los debates electorales y fue así que organizó casi todos los debates a diputado y senador nacional por la Capital Federal.
Cuando en 1996 se elegía por primera vez voto directo al Jefe de Gobierno de la ciudad de Buenos Aires, el programa organizó el debate preelectoral con la participación de Fernando de la Rúa de la UCR, Norberto La Porta del Frepaso, Gustavo Béliz de Nueva Dirigencia y el entonces intendente, Jorge Domínguez del PJ.
En 2000, los debates que organizó A dos voces previos a la elección para Jefe de Gobierno fueron, antes de la primera vuelta con Irma Roy, Raúl Granillo Ocampo, Cartaña, Aníbal Ibarra, por la Alianza y Domingo Cavallo por Acción por la República y antes del balotaje, solamente los dos últimos e Ibarra resultó elegido. En el debate previo a la elección de 2003 debatieron Aníbal Ibarra que buscaba -y obtuvo- su reelección, Mauricio Macri, Patricia Bullrich y Luis Zamora. En 2007 la competencia televisiva fue entre Jorge Telerman, que era Jefe de Gobierno por destitución de Ibarra, Daniel Filmus y Mauricio Macri, que resultó elegido.
En 2011, no pudo realizarse el debate porque Daniel Filmus, candidato del Frente para la Victoria no aceptó hacerlo contra el propio Macri y Pino Solanas. En esa elección ganó Macri.
En 2021, hubo dos debates en el Marco de las Elecciones legislativas, a celebrarse el día 14 de noviembre. El primer debate fue el miércoles 13 de octubre, en la cual se expusieron sus respectivas posturas los candidatos a diputados por la Ciudad Autónoma de Buenos Aires María Eugenia Vidal, Leandro Santoro, Javier Milei y Myriam Bregman, mientras que el día 20 de octubre lo hicieron los candidatos a diputados por la Provincia de Buenos Aires, los cuales fueron Diego Santilli, Victoria Tolosa Paz, José Luis Espert, Cynthia Hotton y Nicolás Del Caño.
En el 2023, en el marco de las elecciones presidenciales a dos voces organizó el debate de candidatos a vicepresidente/a de la nación.                      El primer debate fue emitido el miércoles 20 de septiembre, en este debatieron Victoria Villarruel, Agustín Rossi, Florencio Randazzo, Luis Petri y Nicolás del Caño. Debido a que las dos fórmulas más votadas (Unión por la Patria y La Libertad Avanza) fueron a una segunda vuelta, se realizó un debate pre balotaje, el 8 de noviembre entre Agustín Rossi y Victoria Villarruel, quienes eran candidatos a Vicepresidente y Vicepresidenta de las fórmulas respectivas.